# Norra Sorgenfri
Norra Sorgenfri (voorheen Sorgenfri industriområde) is een deelgebied (Delområde) in het stadsdeel Centrum van de Zweedse stad Malmö. De wijk ligt tussen de straten Nobelvägen en Kontinentalbanan, ten zuiden van Celsiusgatan. Er zijn meer dan 100 bedrijven in Sorgenfri industriområde gevestigd, zoals AB Addo en E.ON Sverige.
Het geplande woongebied zou goed moeten zijn voor 2500 nieuwe woningen en 2000 banen moeten opleveren. In 2013 woonden er acht mensen.